# Vincenzo Edoardo Lojodice
Vincenzo Maria Eduardo Lojodice, detto Edoardo (Corato, 18 novembre 1847 – Roma, 29 marzo 1922), è stato un avvocato e politico italiano.
Laureato in giurisprudenza a Napoli, avvocato civilista, è stato deputato per quattro legislature, particolarmente attivo sui temi del credito fondiario, della circolazione bancaria e dei demani comunali dell'Italia meridionale